# 布浦翼
布浦 翼 （ぬのうら つばさ、1954年9月10日 - ）は、日本の漫画家。女性。北海道旭川市出身。

## 経歴
小学5年生のとき手塚治虫の『バンパイヤ』に感動、漫画家となることを決心した。
1975年、別冊少女フレンド掲載の「ローランジュール」でデビュー。以後、同誌を中心に長く活躍するが、現在は女性誌・青年誌に活動の場を移している。代表作は『ぴくぴく仙太郎』『きこちゃんすまいる』など、動物や子供を主人公にしたショート・ショートのコメディ漫画を中心に活動している。2015年、『ミステリーボニータ』2015年12月号より『やんやんここやん〜かわいくなるお薬〜』で書道教師の女性と双児の仔猫の物語を連載開始。

## 作品リスト
- 春に眠る
- 5月の不思議
- ワイルドブルー
- ア・エテルナ・イグアス
- 夜明けのミルキーウェイ
- サンデイズチャイルド（原作・水木杏子）
- 昭和銀狼伝
- さすらいの家政婦 竜!
- さすらいの派遣社員 お竜!
- お気に召すまま
- ぴくぴく仙太郎[2]
- きこちゃんすまいる[3][4]
- 柴王(シバオー)
- ジェニー(戦慄のウッフン美女)
- ゆるして ダーリン
- やんやんここやん〜かわいくなるお薬〜
- 風が丘ゆめ番地（名木田恵子作の小説の挿絵）